# If You Don't Know Me by Now
If you don't know me by now è una celebre canzone, scritta da Kenny Gamble e da Leon Huff ed incisa originariamente nel 1972 da Harold Melvin & the Blue Notes, rappresentando la prima vera "hit" del gruppo e una delle maggiori hit del gruppo in assoluto.
In origine la canzone fu scritta per le Labelle (gruppo che era composto dalle cantanti Patti LaBelle, Sarah Dash e Nona Hendryx) ma non la registrarono mai. Quindi Kenny Gamble e Leon Huff diedero la canzone a Harold Melvin & The Blue Notes.
La canzone poi iniziò a far parte del repertorio dei concerti di Patti LaBelle a partire dal 1982. Una versione live di If You Don't Know Me By Now compare sul suo album del 1985, Patti.
Molto nota è anche la cover incisa nel 1989 dai Simply Red, versione che raggiunse il primo posto delle classifiche negli Stati Uniti, in Australia ed in Nuova Zelanda per 5 settimane e il secondo posto nel Regno Unito, in Norvegia e in Svezia.

## Storia
Il brano era inizialmente stato scritto per i Labelle, che però non accettarono di inciderlo e, per questo motivo, fu poi assegnato a Harold Melvin & the Blue Notes.
Nell'incisione originale, la voce principale era quella del batterista del gruppo, Teddy Pendergrass (al suo secondo singolo con il gruppo), e non quella del leader del gruppo Harold Melvin , tanto che molte persone tra il pubblico tendevano all'epoca a confondere l'uno con l'altro. Gli autori del brano fecero parte del coro.

## Testo
Il testo  parla di una relazione d'amore, minata da alcuni problemi d'incomprensione.

Per questo motivo, lui dice a lei “Se non mi conosci adesso (if you don't know me by now), non mi conoscerai mai".

## La versione originale di Harold Melvin & the Blue Notes

### Tracce[3]
- If You Don't Know Me by Now (Gamble - Huff) 3:27
- Let Me Into Your World (Felder - Gamble - Harris)

### Staff artistico
- Teddy Pendergrass (voce principale)[1][2]
- Kenny Gamble (coro)[2]
- Leon Huff (coro)[2]

## La versione dei Simply Red
La canzone fu reinterpretata dal gruppo britannico Simply Red e pubblicata come secondo singolo estratto dall'album A New Flame nel 1989.
Il videoclip della canzone, girato in bianco e nero, vede i Simply Red esibirsi in una sala da ballo vuota con sedie messe l'una sopra l'altra; con immagini di vari spezzoni tratti dai loro precedenti video musicali del gruppo pubblicati negli anni ottanta (Money's Too Tight (to Mention), Holding Back the Years, Infidelity e The Right Thing).
Questo è solo il primo video del gruppo in cui vi siano spezzone dei loro video precedenti, il secondo infatti è Go Now, pubblicato 19 anni dopo nel 2008; ed entrambi questi video corrispondono a singoli che erano originariamente registrati da altri due gruppi musicali (rispettivamente di Harold Melvin & the Blue Notes e dei Moody Blues).
La canzone si può ascoltare nel film del 2000 American Psycho.

### Tracce

#### 45 giri[12]
1. If You Don't Know Me by Now 3:24
2. Move On Out (Mick Hucknall) 5:18

#### 45 giri maxi[13]
1. If You Don't Know Me by Now 3:24
2. Move On Out
3. The Great Divide

#### CD singolo[14]
1. If You Don't Know Me by Now 3:24
2. Move On Out (Live) 5:18
3. Shine (Live) 3:30
4. Sugar Daddy 3:30

### Classifiche
| Paese         | Posizione massima | Nr. di settimane |
| ------------- | ----------------- | ---------------- |
| Australia     | 1                 | 22               |
| Austria       | 9                 | 16               |
| Francia       | 11                | 16               |
| Germania      | 19                | 16               |
| Italia        | 16                |                  |
| Nuova Zelanda | 1                 | 16               |
| Norvegia      | 2                 | 10               |
| Paesi Bassi   | 5                 | 16               |
| Regno Unito   | 2                 |                  |
| Stati Uniti   | 1                 |                  |
| Svezia        | 2                 | 7                |
| Svizzera      | 12                | 7                |

## Altre cover
Oltre alle versioni citate di Harold Melvin & the Blue Notes e dei Simply Red, il brano è stato inciso, tra gli altri, anche da (in ordine alfabetico):
- David Brent (singolo del 2004)[17]
- Blue (nell'album Colours del 2015)[18]
- Steve Brookstein (nell'album Heart and Soul del 2005)[19]
- Jean Carn (singolo del 1982)[20]
- Patti LaBelle (singolo del 1985)[21]
- Jennifer Lara (singolo del 1989)[22]
- Hugh Masekela (singolo del 1989)[23]
- Jerry Naylor (singolo del 1973)[24]
- Gladys Knight
- Seal (singolo del 2008)[25]
- Fausto Leali con il testo in Italiano dal titolo "Tu non mi lasciare mai"
- Philadelphia soul
- Ben Saunders
- Wess (singolo del 1973) con il testo in Italiano dal titolo "Il primo appuntamento" (Durium, CN A 9334)

## La canzone nel cinema e nelle fitction
- In Italia, la versione dei Simply Red è stata utilizzata come sigla della soap opera La valle dei pini (All My Children)[26]